# ポリーナ・ヴィスニエフスカ
ポリーナ・ヴィスニエフスカ（Paulina Wiśniewska、1998年11月27日 - ）は、ポーランドの女子総合格闘家。アマチュア総合格闘技世界選手権女子フライ級銅メダリスト（2021年、2022年）。

## 経歴
2023年9月22日、Babilon MMA 38でプロデビューし、Dominika Steczkowskaと対戦し、判定3-0で勝利。
2024年2月16日、Strife Tube 3でKinga Jędrasikと対戦し、判定勝ち。

### PFL
2024年4月にPFLと契約。6月8日のPFL Europe 2で行われたヨーロッパ女子フライ級トーナメント準々決勝でPFLデビューし、ディー・ベグリーと対戦し、2R3分8秒KO勝ちを収めた。
9月28日のPFL Europe 3で行われた準決勝では、カロリナ・ヴォイチックを判定3-0で破り、決勝進出。
12月14日のPFL Europe 4で行われた決勝では、ヴァレンティナ・スカティジに1R20秒TKO勝利を収め、優勝。Shanelle Dyerと対戦する予定だったが、Dyerが負傷で棄権し、スカティジに交代した。

## 戦績
| 総合格闘技 戦績 | 総合格闘技 戦績 | 総合格闘技 戦績 | 総合格闘技 戦績 | 総合格闘技 戦績 | 総合格闘技 戦績 | 総合格闘技 戦績 |
| --------------- | --------------- | --------------- | --------------- | --------------- | --------------- | --------------- |
| 5 試合          | (T)KO           | 一本            | 判定            | その他          | 引き分け        | 無効試合        |
| 5 勝            | 2               | 0               | 3               | 0               | 0               | 0               |
| 0 敗            | 0               | 0               | 0               | 0               | 0               | 0               |

| 勝敗 | 対戦相手                   | 試合結果       | 大会名         | 開催年月日     |
| ○    | ヴァレンティナ・スカティジ | 1R 0:20 TKO    | PFL Europe 4   | 2024年12月14日 |
| ○    | カロリナ・ヴォイチック     | 3R終了 判定3-0 | PFL Europe 3   | 2024年9月28日  |
| ○    | クセニア・ラチコヴァ       | 2R 3:08 TKO    | PFL Europe 2   | 2024年6月8日   |
| ○    | Kinga Jendrasik            | 3R終了 判定3-0 | Strife Tube 3  | 2024年2月16日  |
| ○    | Dominika Steczkowska       | 3R終了 判定3-0 | Babilon MMA 38 | 2023年9月22日  |